# Ihor Reizlin
Ihor Dmitrovitch Reizlin (en ukrainien : Ігор Дмитрович Рейзлін), né le 7 décembre 1984, est un escrimeur ukrainien. 

## Carrière
Présence continue sur les épreuves internationales de coupe du monde dès 2002, mais trop inconstant pour toujours figurer dans l'équipe d'Ukraine souvent médaillée mondiale et européenne, il atteint le plus haut niveau sur le tard, remportant sa première médaille individuelle dans un grand championnat en 2019, avec une médaille de bronze individuelle et une médaille d'argent par équipes aux mondiaux. Après cette première consécration, Reizlin fait preuve d'une constance remarquable en gagnant le Grand Prix de Berne puis la Coupe d'Heidenheim en Coupe du monde d'escrime, victoires qui lui permettent de monter sur la 3e marche du classement mondial. Sur sa lancée, et malgré les interruptions de plusieurs mois dans le calendrier,  Reizlin assume ce classement mondial en décrochant en individuel la médaille correspondante, en bronze, aux Jeux olympiques de 2020 à Tokyo. Il bat les Suisses Benjamin Steffen et Max Heinzer puis la surprise égyptienne Mohamed El-Sayed, avant de chuter contre la surprise majeure du tournoi, Romain Cannone, en demi-finale. D'abord mené par Andrea Santarelli dans le match pour le bronze, Reizlin retourne la situation et s'impose par 15 à  12. Cette belle performance lui permet de s'emparer de la première place du classement mondial.

## Palmarès
- Jeux olympiques
  -  Médaille de bronze en individuel aux Jeux olympiques de 2020 à Tokyo

- Championnats du monde
  -  Médaille d'argent par équipes aux championnats du monde 2019 à Budapest
  -  Médaille de bronze en individuel aux championnats du monde 2019 à Budapest
  -  Médaille de bronze en individuel aux championnats du monde 2022 au Caire

- Championnats d'Europe
  -  Médaille d'argent par équipes aux championnats d'Europe 2010 à Leipzig

## Classement en fin de saison
| Année | 2003 | 2004 | 2005 | 2006 | 2007 | 2008 | 2009 | 2010 | 2011 | 2012 | 2013 | 2014 | 2015 | 2016 | 2017 | 2018 | 2019 | 2020 | 2021 | 2022 |
| ----- | ---- | ---- | ---- | ---- | ---- | ---- | ---- | ---- | ---- | ---- | ---- | ---- | ---- | ---- | ---- | ---- | ---- | ---- | ---- | ---- |
| Rang  | 228  | 80   | 186  | 144  | 80   | 88   | 28   | 53   | 58   | 119  | 182  | 21   | 130  | 132  | 101  | 43   | 19   | 4    | 1    | 5    |